# Trichogramma parnarae
Trichogramma parnarae är en stekelart som beskrevs av Huo 1986. Trichogramma parnarae ingår i släktet Trichogramma och familjen hårstrimsteklar. Inga underarter finns listade i Catalogue of Life.